# الخطة الماليزية العاشرة
الخطة الماليزية العاشرة واختصارها (10MP)، هي خطة شاملة أعدتها وحدة التخطيط الاقتصادي (EPU) بمكتب رئيس الوزراء ووزارة المالية في ماليزيا بموافقة مجلس وزراء ماليزيا لتخصيص الميزانية الوطنية من عام 2011 إلى 2015 لجميع القطاعات الاقتصادية في ماليزيا.
وقد تم الإعلان عن الخطة في 10 يونيو 2010، حيث قام رئيس الوزراء الماليزي السادس نجيب تون عبد الرزاق بالكشف عنها في البرلمان.
تؤكد الخطة الماليزية العاشرة على خمسة أساسيات إستراتيجية لتحقيق أعلى وضع مالي للبلد حتى عام 2020، وهذه الأساسيات الخمسة هي:
1. زيادة القيمة في اقتصاد البلاد.
2. تحسين قدرات المعرفة والابتكار وغرس التفكير في العالم الأول.
3. التعامل مع التفاوتات الاجتماعية الاقتصادية بشكل مستمر.
4. تحسين مستوى وقدرة نوعية المعيشة.
5. تقوية المؤسسات وتنفيذ مشاريع البلاد.